# Henderikus Sieling
Henderikus Sieling (Groningen, 10 november 1910 – Hoogeveen, 22 februari 1996) was een Nederlands politicus. Hij was tijdens de Tweede Wereldoorlog achtereenvolgend burgemeester van Usquert, Stedum (interim) en ten slotte Appingedam. Hij was lid van de NSB.

## Biografie
Henderikus Sieling werd geboren op 10 november 1910 als zoon van de fabrikant Willem Sieling (1884-1966) en Jacobje Schat (1880-1966). Hij trouwde in 1942 in Haren met Henderika Antina Catharina Legger (1912-1993). 
Sieling was koopman, grossier in feestartikelen,  in Groningen totdat hij in augustus 1942 werd benoemd tot burgemeester van Usquert door de Commissaris-generaal voor Bestuur en Justitie. Hij was lid van de NSB, de WA en wijkhoofd van de NVD. Later werd hij benoemd tot burgemeester van Appingedam. Te Usquert dwong hij het gemeentepersoneel tot het bezoeken van een Volksdienst-bijeenkomst waar de NSB'er Jebbink en een Duitser zouden spreken. De tweede ambtenaar ter secretarie Hut, verliet tijdens deze bijeenkomst de zaal, waarop Sieling hem ontslag verleende. Hut moest ten gevolge hiervan onderduiken. Als onderduiker werd Hut later door de SD neergeschoten. Te Appingedam riep hij de inwoners op voor OT-arbeid. Binnen de NSB had Sieling de functies van groepsorganisator van de statistiek en inspecteur van de kring Hunsingo-Fivelingo voor de statistiek. Bij het Gewestelijk Arbeidsbureau zou hij opgave hebben gedaan van personen, die volgens hem voor uitzending naar Duitsland in aanmerking kwamen. 
Sieling moest op 22 januari 1947 verschijnen voor de Groninger Kamer van het Bijzonder Gerechtshof. Zijn collaborerende houding omschreef Sieling tegenover de rechter als “moderne politiek”. Het Hof besloot halverwege tot nader onderzoek, maar veroordeelde in april 1947 Siesling tot internering, eindigende op 18 februari 1948, plus tien jaar ontzegging van de kiesrechten. Zijn echtgenote, ook lid van de NSB, werd in juli 1947 veroordeeld, waarbij de internering werd gelijk gesteld aan de voorinternering, plus tien jaar ontzegging van de kiesrechten.